# Kolos van Barletta

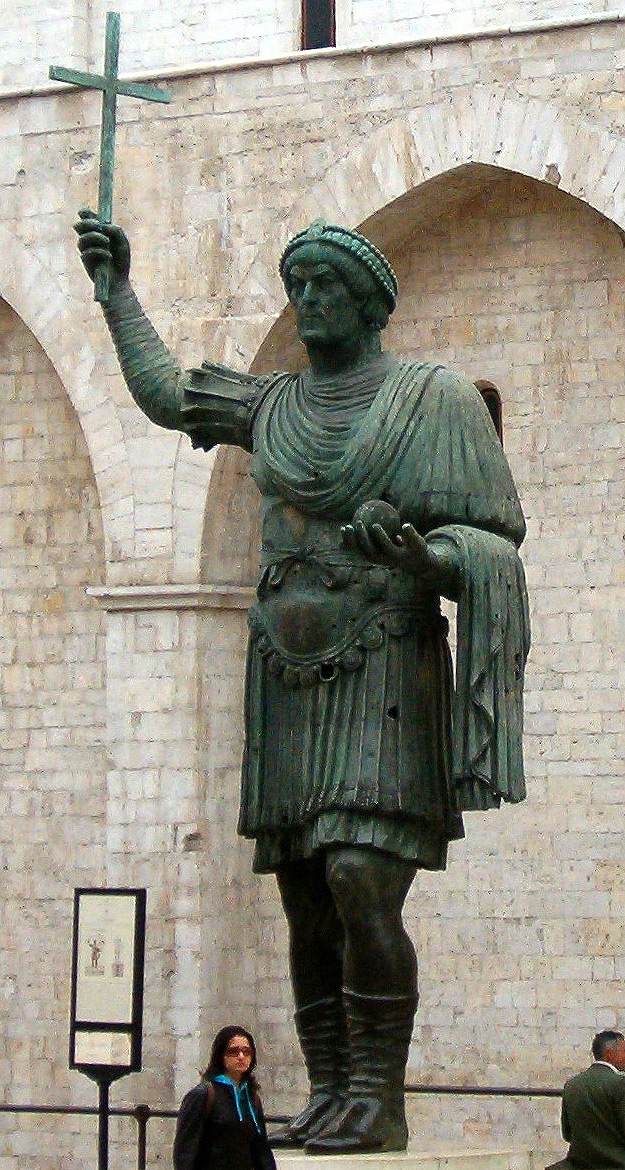
de kolos van Barletta

De kolos van Barletta is een groot bronzen standbeeld van ongeveer 5,11 meter groot, van een onbekende Oosterse Romeinse keizer. Het standbeeld bevindt zich in Barletta in Italië.

## Herkomst
De Kolos van Barletta werd gevonden voor de kust van Barletta, waar een Venetiaans schip was gezonken dat deelgenomen had aan de plundering van Constantinopel bij de Vierde Kruistocht. Men vermoedt dat het beeld bij die kruistocht in 1204 door soldaten als buit uit meegenomen is.
Wie de keizer is die hier wordt afgebeeld is niet duidelijk. Volgens de overlevering zou het gaan om Herakleios (heerschappij 610 – 641 n.Chr.), alhoewel dit, historisch of kunsthistorisch gezien, de meest onwaarschijnlijke verklaring zou zijn. Meer waarschijnlijke verklaringen zouden zijn dat het gaat om Theodosius II (heerschappij: 408 – 450 n. Chr.), die het standbeeld zou hebben laten plaatsen in Ravenna in 439, Honorius (heerschappij: 393 – 423 n.Chr.), Valentinianus (heerschappij: 364 – 375 n.Chr.), Marcianus (heerschappij: 450 – 457 n.Chr.), Justinianus I (heerschappij: 527 – 569 n.Chr.) of Leo I van Byzantium (heerschappij: 457 – 474 n.Chr.).
Er is bekend dat er een bronzen standbeeld is ontdekt in 1231-1232 tijdens opgravingen onder keizer Frederik II in Ravenna en het is niet ondenkbaar dat hij het heeft laten overbrengen naar het zuiden van Italië.
Hoe dan ook, de eerste bewezen vermelding van het standbeeld dateert van 1309, toen delen van armen en benen van het beeld door de lokale Dominicanenkerk gebruikt zouden zijn om te laten omsmelten tot klokjes. Deze ontbrekende stukken werden opnieuw gemaakt in de 15de eeuw.

## Beschrijving
Het beeld stelt een keizer voor met een baard. Dit kunnen we afleiden aan de keizerlijke diadeem en zijn bevelend uitziende gebaar dat de indruk geeft dat hij een toespraak aan het houden is. Deze keizer houdt zijn rechterarm omhooggestoken en houdt een kruis vast in zijn rechterhand. Hij kijkt recht voor zich uit. Hij draagt een kuras over zijn korte tuniek en zijn mantel is over zijn linkerarm gedrapeerd. In zijn linkerhand heeft hij een globe. Zo staat hij in een typische positie voor portretten die al teruggaat naar keizer Augustus.
De rand van zijn borstplaat is versierd met medusa-hoofdjes. Deze staan symbool voor de keizer die helpt om het kwaad af te wenden. Dit wijst erop dat heidense taferelen een belangrijke rol spelen in de kunst en cultuur. Op zijn hoofd draagt hij een gotisch juweel, een gelijkaardig juweel werd gedragen door Aelia Eudoxia, moeder van Theodosius II.